# Meike Rühl
Meike Rühl (* 1973) ist eine deutsche Klassische Philologin (Latinistin).

## Leben
Meike Rühl studierte von 1993 bis 2000 im Doppelstudium (Staatsexamen und Magister) Latein, Griechisch und Ostslavische Philologie an den Universitäten Tübingen und St. Petersburg. An der Justus-Liebig-Universität Gießen absolvierte sie von 2000 bis 2004 ein Promotionsstudium der Lateinischen Philologie. Zeitgleich war sie dort Lehrbeauftragte für Latinumskurse und hielt Veranstaltungen am Institut für Klassische Philologie ab. Im Wintersemester 2000/01 war sie wissenschaftliche Angestellte am Lehrstuhl für Gräzistik der Universität Gießen. Von Wintersemester 2004/05 bis Sommersemester 2009 war sie Wissenschaftliche Assistentin am Seminar für Klassische Philologie an der Universität Göttingen. Nach der Habilitation in Göttingen im Jahr 2010 wurde Rühl die Lehrberechtigung für Klassische Philologie verliehen. Zum Wintersemester 2009/10 ging sie als Studienrätin im Hochschuldienst an die Universität Wuppertal. Seit dem Sommersemester 2012 war sie dort beurlaubt und vertrat bis zum Sommersemester 2018 die Professur für Klassische Philologie von Christina Meckelnborg an der Universität Osnabrück. Seit dem Wintersemester 2019/2020 ist Rühl wiederum in Osnabrück Inhaberin einer Professur für Klassische Philologie mit dem Schwerpunkt Latein/Genderforschung.
Ihre Arbeitsschwerpunkte sind die römische Literatur der späten Republik sowie der frühen und mittleren Kaiserzeit, Brief- und Gelegenheitsliteratur, die Autoren Cicero und Statius, die Verbindung philologisch-textzentrierter Methoden mit kulturwissenschaftlichen und kontextorientierten Fragestellungen (Medien und Kommunikation, Raum, Performativität und Identität) und die Didaktik der lateinischen Literatur und Sprache.

## Schriften (Auswahl)
- Ciceros Korrespondenz als Medium literarischen und gesellschaftlichen Handelns (= Mnemosyne Supplementband 422). Brill, Boston 2018, ISBN 900438314X (zugleich Habilitationsschrift, Göttingen 2010).
- Literatur gewordener Augenblick. Die Silven des Statius im Kontext literarischer und sozialer Bedingungen von Dichtung (= Untersuchungen zur antiken Literatur und Geschichte. Band 81). de Gruyter, Berlin u. a. 2006, ISBN 3-11-019112-1 (zugleich Dissertation, Gießen 2004).
- mit Ulrike Egelhaaf-Gaiser und Dennis Pausch (Hrsg.): Kultur der Antike. Transdisziplinäres Arbeiten in den Altertumswissenschaften. Verlag Antike, Berlin 2011, ISBN 978-3-938032-41-1.
- mit Birgit Eickhoff, Peter Kuhlmann, Markus Janka, Stefan Kipf, Markus Schauer, Henning Horstmann: Lateinische Literaturdidaktik (= Studienbücher Latein)  Buchner, Bamberg 2010, ISBN 978-3-7661-8001-8.
- mit Marc Brüssel, Peter Kuhlmann, Thorsten Fuchs, Bernhard Goldmann, Julia Schäfer-Schmitt, Bianca-Jeanette Schröder: Lateinische Literaturdidaktik. Buchner, Bamberg 2011, ISBN 978-3-7661-7595-3.
- (Hrsg.): Der Mensch zwischen Weltflucht und Weltverantwortung. Lebensmodelle der paganen und der jüdisch-christlichen Antike (= Studien und Texte zu Antike und Christentum. Band 88). Mohr Siebeck, Tübingen 2014, ISBN 3-16-153091-8.
- mit Stephan Freund und Christoph Schubert (Hrsg.): Von Zeitenwenden und Zeitenenden. Reflexion und Konstruktion von Endzeiten und Epochenwenden im Spannungsfeld von Antike und Christentum (= Palingenesia Band 103). Steiner, Stuttgart 2015, ISBN 3-515-11174-3.